# Губернієв Дмитро Вікторович
Дмитро Вікторович Губернієв (нар. 6 жовтня 1974, Дрезна, Орєхово-Зуєвський район, Московська область, Російська РСФСР, СРСР) — російський телеведучий, спортивний коментатор телеканалу «Матч ТВ», головний редактор Об'єднаної дирекції спортивних телеканалів ВДТРК (2013—2015). Лауреат премії ТЕФІ в 2007, 2015 і 2019 роках.
З 15 січня 2023 року перебуває під санкціями РНБО за антиукраїнську діяльність.

## Біографія
Народився 6 жовтня 1974 року в Дрезні Орехово-Зуєвського району Московської області. Батько — скловар, мати — фармацевт.
Один з дідів — Валентин Степанович Губернієв (нар. у січні 1927 в Тверській області), служив телефоністом в артилерії на Далекому Сході, брав участь у радянсько-японській війні. В один із днів війни він їхав в «полуторці» (ГАЗ-АА), яка зупинилася, щоб підвезти одного з бійців: Валентин поступився тому бійцеві місцем, проте в той же момент боєць був убитий пострілом японського снайпера. Пізніше Валентин Степанович проходив службу в групі радянських військ у Німеччині і, за своїми спогадами, був свідченням безлічі мародерств. Нагороджений орденом Вітчизняної війни та медаллю «За перемогу над Японією». Працював зварювальником на Байконурі. Інший дід — перший чоловік бабусі по материнській лінії Василь Пушков, потрапив на фронт влітку 1941 року і загинув у грудні того ж року під Ленінградом.
Закінчив середню школу № 2 міста Сходні (нині — Середня загальноосвітня школа № 22 мкр. Сходня міста Хімки).
У 1995 році з відзнакою закінчив Тренерський факультет Російської академії фізичної культури. Навчався в Інституті підвищення кваліфікації працівників радіо і телебачення. Після закінчення вузу працював фітнес-інструктором, охоронцем, тренером з фізпідготовки в «Лужниках». Майстер спорту з академічного веслування. Перший дорослий розряд з лижних гонок.
Був одружений з екс-чемпіонкою світу з легкої атлетики, бігункою Ольгою Богословською. Син — Михайло, народився 8 вересня 2002 року. У 2020 році син закінчив школу і вступив до ВШЕ.

### Кар'єра на телебаченні
У середині 1990-х років часто брав участь у радіо — та телевізійних конкурсах: серед них-перший конкурс спортивних коментаторів на «НТВ-Плюс» і конкурс ведучих на телеканалі ТВ-6. Брав уроки сценічної мови у відомого педагога Світлани Корнельївни Макарової, яка навчала Катерину Андрєєву, Леоніда Парфьонова, Тіну Канделакі, Сергія Брильова, Михайла Зеленського і ряд інших відомих сучасних російських телеведучих. Згодом він так розповідав про отриманий досвід: «Я в цій країні — чемпіон з вимови скоромовок, і всім зобов'язаний, безумовно, найбільшій жінці планети — Світлані Макаровій. Бо з двометрової гугнявої дилди вона за якісь неповні два роки виліпила людину, яка навіть зараз за її методикою викладає».
Прийшов на телебачення тільки в 1997 році — цього року Дмитро за конкурсом був зарахований до штату співробітників нещодавно утвореного телеканалу ТВЦ.
З червня 1997 по вересень 2000 року працював спортивним коментатором і ведучим новин спорту на цьому телеканалі. З 1999 по 2000 рік деякий час вів щотижневу програму «Спортивний експрес» на ТВЦ у парі з газетним журналістом з «Спорт-Експресу» Володимиром Гескіним. Іноді читав за кадром тексти анонсів спортивних трансляцій, що демонструвалися в ефірі. Надалі несхвально відгукувався про свого колишнього начальника, керівника спортивної редакції ТВЦ в 1997—2006 роках Сергія Ческидова, який на думку Губернієва, «кілька разів намагався його звільнити і не допускав до ефірів».
З 1998 по 2004 рік паралельно був коментатором каналу Eurosport, часто працював на футбольних оглядах «Євроголи» та «Журнал Ліги чемпіонів». У 1999 році Губернієв збирався піти на «НТВ-Плюс», але Анна Дмитрієва не прийняла його на роботу. Приблизно в цей же час заступник головного редактора спортивних програм ТВЦ Василь Кікнадзе запропонував Губернієву перейти на ВДТРК. У вересні 2000 року коментатор пішов з ТВЦ на РТР, тим самим прийнявши пропозицію Кікнадзе, який вже перейшов на інший канал у лютому 2000 року.
З вересня 2000 року — спортивний коментатор телеканалів «Росія-1» і «Спорт» (пізніше «Росія-2»). Ведучий спортивного блоку в інформаційній програмі «Вісті», співведучий каналу «Доброго ранку, Росія!» (2002—2005). Ведучий програм «Спорт За тиждень» (2001—2002) «Щоденник чемпіонату світу з футболу» (2002, 2014) «Вісті-Спорт» (2002—2013), «Збірна Росії» 2003—2008), «Тиждень спорту з Дмитром Губернієвим» (2007—2013),, «Біатлон з Дмитром Губернієвим» (2010—2015) «Територія бою» (2011), «Ти — коментатор!» (2012), «Великий спорт» (2013—2015) та «Великий футбол» (2014—2015). Також неодноразово брав участь у проектах «Форт Боярд» і «Новорічний Блакитний вогник».
Працював на декількох Олімпійських ігор з 2000 року як коментатор і ведучий щоденників. Паралельно коментував конкурс пісні «Євробачення» — в 2008, 2010, 2012, 2014, 2016 і 2019 роках.
Вперше прокоментував біатлонну гонку в грудні 2001 року, коли телеканал РТР вирішив показати в записі напередодні Олімпійських ігор у Солт-Лейк-Сіті кілька трансляцій з Кубка світу. Допомагав йому віце-президент Союзу біатлоністів Росії і відомий суддя Вадим Меліхов. Потім по черзі з Губернієвим працювали спортивні журналісти Василь Вахетов і Андрій Кондрашов. Основним коментатором біатлонних ефірів на каналах ВДТРК Губернієв став у 2006—2007 роках.
У 2010 році вів інтелектуальне шоу «Хто хоче стати Максимом Галкіним?» на каналі «Росія-1». З серпня по жовтень 2014 року на цьому ж каналі виходила екстремально-інтелектуальна телегра «Клітка», де Губернієв також працював ведучим.
З 29 серпня 2013 по 30 вересня 2015 року — головний редактор Об'єднаної дирекції спортивних телеканалів ВДТРК.
З 14 вересня 2013 року — коментатор телевізійної версії змагань з танкового біатлону на телеканалі «Росія-1».
10 грудня 2013 року вийшов дебютний максі-сингл під назвою «Вітер біатлону», де Губернієв виступив вокалістом.
З осені 2014 року в парі з Борисом Смолкіним вів гумористичну передачу «Це смішно» на телеканалі «Росія-1». У ніч з 2 на 3 листопада 2014 року в парі з Дмитром Тереховим коментував побиття рекорду Ніком Валлендою на телеканалі «Діскавері Росія». У тому ж році виступив ведучим двох документальних фільмів Петербурзького «П'ятого каналу» — «Моє радянське дитинство» і «Моя радянська юність».
З 1 листопада 2015 року співпрацює за договором зі спортивним телеканалом «Матч ТВ». Коментатор біатлону, ведучий програм «Все на матч!» і «Біатлон з Дмитром Губернієвим». При цьому залишається штатним співробітником ВДТРК, радником генерального директора телеканалу «Росія-1». Іноді робить репортажі для програми «Вісті тижня».
З березня по квітень 2016 року також був коментатором розважального шоу «Людина проти мухи» на телеканалі «Че».
У квітні 2018 року на каналі «Моя планета» пройшов показ туристичного змагання «Чужі в місті», де Губернієв також виступив як коментатор.
З 13 травня по 24 червня 2018 року в парі з Мариною Кравець вів шоу «Ліга дивовижних людей» на каналі «Росія-1».
25 жовтня 2020 року провів святковий 1359-й тираж лотереї «Російське лото» з нагоди 50-річчя лотереї «Спортлото» замість померлого Михайла Борисова.

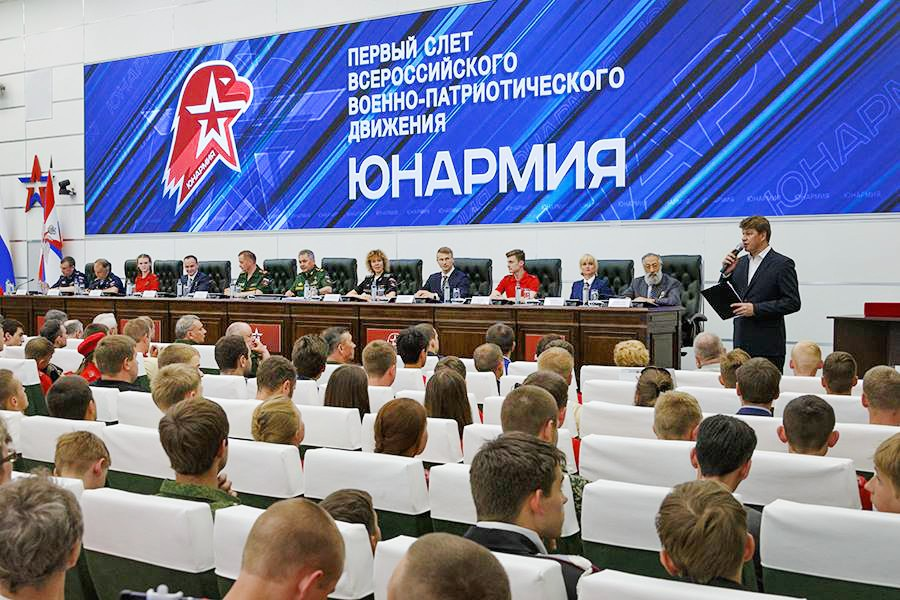
На першому зльоті руху «Юнармія». Парк «Патріот», червень 2016 року

### Громадська діяльність
З січня 2006 року був членом Громадської ради «Молодої Гвардії Єдиної Росії».
23 лютого 2012 року разом з депутатом від Партії «Єдина Росія» Ольгою Баталіною був ведучим мітингу прихильників прем'єр-міністра і кандидата в президенти РФ Володимира Путіна на 3-й термін, що проходив у Лужниках. 3 березня 2018 року там же вів аналогічний мітинг на підтримку Путіна разом з Яною Чуриковою, Світланою Зейналовою та Федором Бондарчуком.
У травні 2016 року увійшов до складу Головного штабу військово-патріотичного руху «Юнармія» разом з президентом Асоціації військово-тактичних ігор Михайлом Галустяном, виконавчим директором Російського географічного товариства Артемом Манукяном і космонавтом Сергієм Крикальовим. Рух було відтворено за ініціативою міністра оборони РФ Сергія Шойгу.
З квітня 2017 року є членом Громадської палати міського округу Хімки.
На президентських виборах 2018 року увійшов до ініціативної групи з висунення Володимира Путіна на 4-й термін кандидатом у президенти Росії і є його довіреною особою. На виборах мера Москви того ж року став довіреною особою Сергія Собяніна.

## Резонансні епізоди

### Висвітлення матчу «Спартак» Москва— ЦСКА
28 серпня 2011 року під час перерви матчу «Спартак» — ЦСКА прозвучали висловлювання, які були віднесені багатьма на адресу В'ячеслава Малафєєва:

«Попереду вирішальні матчі, а у нас говно в воротах стоятиме»

Дмитро Губернієв, спільно з колегою по репортажу, також згадав вбивство «студента Агафонова» біля нічного клубу і «Марину, коли вона загинула… коли вона втікала». При цьому коментатори були впевнені, що всі мікрофони вимкнені (пізніше, при обговоренні даного епізоду в ефірі програми Мінаєв LIVE, прозвучала версія про те, що коментатору було відомо про те, що відбувається в ефірі і куди йде сигнал трансляції). Звук транслювався в прямому ефірі на інтернет-трансляцію. Пізніше сам Губернієв, коментуючи даний епізод, наполягав, що не висловлював що-небудь на адресу дружини В'ячеслава Малафєєва — Марини Малафєєвої.
Сам Малафєєв заявив про те, що не залишить цю справу без відповіді.
В інтерв'ю газеті БалтІнфо Губернієв заявив:

«Я можу лише вибачитися. Те, що призначалося для вух мого колеги, розійшлося по всьому Радянському Союзу. Ідіоматичні вирази — це погано в ефірі … Я говорив про воротаря збірної Данії. Там хіба щось було про воротаря „Зеніта“? Йому ще треба місце в основі завоювати»

Керівництво петербурзького «Зеніту» направило офіційний лист з проханням дати оцінку події відразу в три організації: РФС, РФПЛ і телеканал «Росія-2».
17 лютого 2012 року В'ячеслав Малафєєв подав на Дмитра до суду, 29 жовтня позовну заяву було задоволено частково. У квітні 2013 року Московський обласний суд відхилив апеляцію Губернієва, залишивши в силі рішення — виплатити компенсацію в розмірі 75 тис. рублів Малафєєву і спростувати сказані в ефірі висловлювання.
У грудні 2013 року в рамках програми «Великий спорт» відбулося інтерв'ю, в якому Губернієв і Малафєєв оголосили про досягнення примирення і відсутність подальших розбіжностей.

### Інцидент зі збірною Узбекистану на церемонії відкриття Зимових Олімпійських ігор 2014 року
Під час трансляції церемонії відкриття Зимових Олімпійських ігор 2014 в Сочі Дмитро Губернієв назвав збірну Узбекистану збірною Таджикистану. Це застереження викликало бурю обурення в Узнеті, а на сайті change.org була опублікована петиція з вимогами офіційних вибачень від Губернієва. Також Губернієв в прямому ефірі назвав команду Монголії командою Монако, команду Ісландії командою Ірландії, команду Домініканської Республіки командою з острова Домініка.
Наступного дня Дмитро Губернієв висловив жителям Узбекистану офіційні вибачення і побажав узбекистанським спортсменам вдалого виступу.
Інцидент отримав продовження в Узнеті через рік, коли під час трансляції змагань з плавання на 50 метрів брасом на чемпіонаті світу з водних видів спорту в Казані, коментатор двічі назвав узбецького спортсмена Владислава Мустафіна білоруським плавцем.

### Євробачення-2016
В ході прямої трансляції музичного конкурсу Губернієв спотворив сенс пісні української співачки Джамали «1944», присвяченої депортації кримських татар з півострова при СРСР. За версією коментатора, композиція присвячена покидаючим батьківщину в пошуках кращого життя в результаті міграційної кризи в Європі.
Сама обставина, що спортивний коментатор був поставлений мовником в особі ВДТРК як коментатора музичного конкурсу, викликало критичну реакцію з боку деяких телеоглядачів: журналіст Володимир Кара-Мурза-старший зазначив, що про Мацкявічюса та Губернієва, яких відправили коментувати «Євробачення-2016», не можна сказати, що вони «займаються своєю справою».

### Церемонія нагородження змішаної естафети на чемпіонаті світу в Гохфільцені
9 лютого 2017 року, коментуючи церемонію нагородження учасників змішаної естафети на чемпіонаті світу в Гохфільцені у прямому ефірі телеканалу «Матч! Арена», неодноразово ображав французького біатлоніста Мартена Фуркада. Зокрема, Губернієв дозволив собі в ефірі пасаж такого змісту: «Мартен, ти — льоха! Ось це можна сказати на всю країну і на весь світ! І напишіть про це Фуркаду, що російський коментатор сказав: „Фуркад, ти-свиня!“. А по-іншому бути не може!». Пасаж схожого змісту був опублікований і на сторінці коментатора в Instagram: «Наші треті! Молодці! Мартен Фуркад, ти — свиня!».
Через кілька днів Губернієв вибачився перед Фуркадом, також за допомогою аккаунта в Instagram, написавши, що зараз він шкодує про сказане — за його словами — на той момент «всі діяли на емоціях».

## Санкції
14 жовтня 2022 року Дмитро Губернієв доданий до санкційного списку Канади.
15 січня 2023 року Дмитро Губернієв доданий до санційного списку України.

## Фільмографія
Знявся в ролі самого себе (камео) у наступних фільмах і телесеріалах:
- 2007 — Щасливі разом — ведучий спортивного шоу («Недряблий дриблінг»), спортивний коментатор радіо «Допінг. FM» («Маза факел»)
- 2009 — Вороніни (серії 6 та 103)
- 2009 — Шепіт помаранчевих хмар
- 2010 — Як я зустрів вашу маму (сезон 2-й, серія 12)
- 2010 — Морозко
- 2018 — Лід
- 2018 — Велика гра
- 2020 — Важкі підлітки (сезон 2-й, серія 7)

Також озвучував деякі рекламні ролики або знімався в них. У 2014 році взяв участь у дублюванні фільму "Ліга мрії (роль президента ФІФА Йозефа Блаттера у виконанні Тіма Рота).

## Дискографія
- 2013 — Вітер біатлону

### Мастер
- 2012 — Концерт, присвячений 25-річчю групи (13. Бережи мене, 21. Тут кують метал, 22. Встань, страх подолай, 23. Воля і розум)

### Артур Беркут
- 2014 — Переможців не судять (10. Переможців не судять)

## Нагороди та премії
- Орден «За заслуги перед Вітчизною» IV ступеня (вручений 19 вересня 2014)[81]
- Орден Олександра Невського (вручений 9 грудня 2020)[82]
- Орден Дружби (5 квітня 2011 року) — за великі заслуги у розвитку вітчизняного телерадіомовлення та багаторічну плідну роботу[83]
- Журналіст року 2012 за версією Biathlon-Award
- Почесна грамота Міністра оборони Російської Федерації (17 березня 2017 року) — за сприяння з вирішення завдань, покладених на Збройні Сили Російської Федерації
- Подяка Міністра спорту Російської Федерації (8 травня 2019 року) — за істотний внесок у розвиток галузі фізичної культури і спорту в Російській Федерації[84]
- Премія «ТЕФІ-2007» (номінація «Спортивний коментатор, ведучий спортивної програми»), «ТЕФІ-2015» (номінація «Спортивна програма»), «ТЕФІ-2019» (номінація «Ведучий спортивної програми / спортивний коментатор») та «ТЕФІ-2019» (номінація «Ведучий інформаційної програми»)[85].

## Примітка
1. ↑  Указ Президента України від 15 січня 2023 року № 23/2023 «Про рішення Ради національної безпеки і оборони України від 15 січня 2023 року "Про застосування та внесення змін до персональних спеціальних економічних та інших обмежувальних заходів (санкцій)"»
2. ↑  Дмитрий Губерниев: «Заполню любую паузу!» // «7 дней», 25.09.2008
3. ↑  «Я перенял традицию у деда: 9 мая выпиваю рюмку водки». Душевное письмо Дмитрия Губерниева, для которого нет праздника важнее. Архів оригіналу за 22 червня 2021. Процитовано 21 червня 2021.
4. ↑  Дмитрий Губерниев. ГРК «Маяк». 14 вересня 2012. Архів оригіналу за 28 червня 2021. Процитовано 1 листопада 2015. {{cite web}}: Проігноровано невідомий параметр |description= (довідка)
5. ↑  В Саратове Дмитрий Губерниев рассказал, как остался без брюк на «Последний звонок». Саратовская областная газета. Информационное агентство «Регион 64». 24 травня 2015. Архів оригіналу за 25 лютого 2018. Процитовано 1 листопада 2015. {{cite web}}: Проігноровано невідомий параметр |description= (довідка)
6. ↑  ЗАНИМАЮТСЯ ЛИ СПОРТОМ КОММЕНТАТОРЫ?. МК-Бульвар. 27 квітня 2012. Архів оригіналу за 28 червня 2021. Процитовано 21 червня 2021.
7. 1 2 3 4  Дмитрий Губерниев: "Приснилось, что помирился с Малафеевым". Советский спорт. 27 травня 2014. Архів оригіналу за 13 травня 2021. Процитовано 21 червня 2021.
8. 1 2 3 4 5  «Моя жена им восхищается, он все делает по-русски». Губерниев как главный человек мирового биатлона. Sports.ru. 6 березня 2017. Архів оригіналу за 24 червня 2021. Процитовано 21 червня 2021.
9. ↑  ДМИТРИЙ ГУБЕРНИЕВ. Россия-1. Архів оригіналу за 21 жовтня 2020. Процитовано 21 червня 2021.
10. ↑  интервью sports.ru. Архів оригіналу за 29 червня 2021. Процитовано 21 червня 2021.
11. ↑  Дмитрий Губерниев: "Если бы я знал немецкий, Магдалена Нойнер вряд ли бы вышла за плотника". ТВЦ. 16 червня 2015. Архів оригіналу за 24 червня 2021. Процитовано 21 червня 2021.
12. ↑  Дмитрий Губерниев в Instagram: «@gubernievmikhail - тебе сегодня исполнилось 18 лет!!!! Здоровья и удачи, сыночек золотой !!!! Люблю тебя!!!! Вперёд, студент ВШЭ!!!!…». Instagram (рос.). Процитовано 8 вересня 2020.
13. ↑  Юрий Розанов: «Эфир принадлежит не комментатору – зрителю». Sports.ru. 1 березня 2017. Архів оригіналу за 10 квітня 2017. Процитовано 21 червня 2021.
14. ↑  Педагог Светлана Макарова принимает поздравления с юбилеем. Россия-К. 6 листопада 2013. Архів оригіналу за 26 жовтня 2020. Процитовано 21 червня 2021.
15. ↑  Дмитрий Губерниев, ведущий спортивных выпусков программы “Особое мнение”. Радио России. 4 лютого 2004. Архів оригіналу за 16 серпня 2017. Процитовано 6 листопада 2014.
16. ↑  Подарок от ТВЦ. Московская правда. 7 грудня 1999. Архів оригіналу за 26 квітня 2016.
17. ↑  Интервью. «Семейная газета» Днепропетровск, 26.11.2009[недоступне посилання з апреля 2021]
18. ↑  Дмитрий Губерниев: «Если начну комментировать футбол - у моей дачи будет демонстрация». Известный телекомментатор стал гостем программы радио «КП» и ответил на вопросы читателей kp.ru и sovsport.ru. Комсомольская правда. 20 листопада 2015. Архів оригіналу за 24 червня 2021. Процитовано 21 червня 2021.
19. ↑  ДМИТРИЙ ГУБЕРНИЕВ. DIVA Production. Архів оригіналу за 21 червня 2021. Процитовано 21 червня 2021.
20. ↑  Сергей Курдюков: «Мы с Губерниевым – яблоки с одного дерева». Sports.ru. 30 листопада 2009. Архів оригіналу за 27 червня 2021. Процитовано 21 червня 2021.
21. ↑  Lenta.Ru: Пресс-конференции: Дмитрий Губерниев. Архів оригіналу за 19 жовтня 2020. Процитовано 21 червня 2021.
22. 1 2  Теленовости. Собеседник. 16 вересня 2000. Архів оригіналу за 1 березня 2002. Процитовано 21 червня 2021.
23. ↑  ЧМ-2014: «Первый канал» и ВГТРК покажут, «НТВ-Плюс» и «Eurosport» расскажут. LiveSport.Ru рассказывает о том, кто будет освещать события мирового первенства в Бразилии. Livesport. 4 червня 2014. Архів оригіналу за 24 червня 2021. Процитовано 21 червня 2021.
24. ↑  СПОРТА НА РТР СТАНЕТ БОЛЬШЕ. Спорт-Экспресс. 13 січня 2003. Архів оригіналу за 25 травня 2019. Процитовано 21 червня 2021.
25. ↑  Новости телевидения. Телеобъектив. 18 лютого 2003. Архів оригіналу за 28 лютого 2003. Процитовано 21 червня 2021.
26. ↑  Телеведущие - двустаночники. Собеседник. 13 грудня 2006. Архів оригіналу за 15 грудня 2006.
27. ↑  Каким должно быть спортивное телевидение. Радио Свобода. 16 квітня 2007. Архів оригіналу за 26 червня 2019. Процитовано 21 червня 2021.
28. ↑  «Большой футбол» по воскресным дням на «России 2». Локомотив. 18 квітня 2014. Архів оригіналу за 21 квітня 2019. Процитовано 21 червня 2021.
29. ↑  Каменская, Алина Кабаева и Сергей Брилёв отправляются покорять форт Байяр. Комсомольская правда. 5 липня 2002. Архів оригіналу за 5 липня 2020. Процитовано 21 червня 2021.
30. ↑  Форт Боярд 2004. ВГТРК. Архів оригіналу за 24 червня 2021. Процитовано 21 червня 2021.
31. ↑  «Голубой Огонек»: ради Пугачевой Ситтель разулась. 7 дней. 31 грудня 2010. Архів оригіналу за 29 грудня 2016. Процитовано 21 червня 2021.
32. ↑  Не лыком шит. Независимая газета. 20 червня 2008. Архів оригіналу за 30 червня 2021. Процитовано 21 червня 2021.
33. ↑  Евровидение-2012 / Дмитрий Губерниев: «На „Евровидении“ — только победа!» / Russia.tv. Архів оригіналу за 20 жовтня 2020. Процитовано 21 червня 2021.
34. ↑  Анастасия Кузнецова (8 травня 2016). Комментаторы «Евровидения» Губерниев и Мацкявичюс прибыли поддержать Лазарева. life.ru. Архів оригіналу за 17 вересня 2016. Процитовано 10 травня 2016.
35. ↑  15 российских комментаторов биатлона. Sports.ru. 11 грудня 2013. Архів оригіналу за 10 квітня 2017. Процитовано 21 червня 2021.
36. ↑  Не бойтесь, Губерниев в «Клетке» не кусается. Комсомольская правда. 14 серпня 2014. Архів оригіналу за 24 червня 2021. Процитовано 21 червня 2021.
37. ↑  Дмитрий Губерниев возглавил «российский» спорт. Архів оригіналу за 22 вересня 2017. Процитовано 21 червня 2021.
38. ↑  Сотни сотрудников Дирекции спортивных программ ВГТРК будут уволены до 1 октября. Інтерфакс. 1 липня 2015. Архів оригіналу за 25 серпня 2018. Процитовано 21 листопада 2015. {{cite web}}: Проігноровано невідомий параметр |description= (довідка)
39. ↑  Спортивная редакция ВГТРК перестанет существовать 30 сентября. Информационный портал «Лениздат.ру». 25 вересня 2015. Архів оригіналу за 22 листопада 2015. Процитовано 21 листопада 2015. {{cite web}}: Проігноровано невідомий параметр |description= (довідка)
40. ↑  На поле танки грохотали, бойцы играли в биатлон... Комсомольская правда. 12 вересня 2013. Архів оригіналу за 24 червня 2021. Процитовано 21 червня 2021.
41. ↑  Mastersland — Дебютный макси-сингл Дмитрия Губерниева — Ветер биатлона (2013). Архів оригіналу за 24 червня 2021. Процитовано 21 червня 2021.
42. ↑  Борис Смолкин и Дмитрий Губерниев: ведущие шоу "Это смешно". Телезвезда. 14 листопада 2014. Архів оригіналу за 7 квітня 2018. Процитовано 21 червня 2021.
43. ↑  Рекорд за рекордом. Портал Media Guide. 21 жовтня 2014. Архів оригіналу за 28 червня 2021. Процитовано 12 листопада 2014. {{cite web}}: Проігноровано невідомий параметр |description= (довідка)
44. ↑  Губерниев: Моя работа? Разговариваю, иногда ору и мне за это деньги платят. Советский спорт. 28 квітня 2017. Архів оригіналу за 24 червня 2021. Процитовано 21 червня 2021.
45. 1 2  Огромное интервью Губерниева. Осторожно: очень много Путина. Sports.ru. 1 вересня 2018. Архів оригіналу за 14 травня 2021. Процитовано 21 червня 2021.
46. ↑  Дмитрий Губерниев рассчитывает на то, что многие сотрудники «России 2» переберутся на «Матч ТВ». Архів оригіналу за 28 червня 2021. Процитовано 21 червня 2021.
47. ↑  ДМИТРИЙ ГУБЕРНИЕВ: "ВРЯД ЛИ Я БУДУ КОММЕНТИРОВАТЬ МАТЧИ EURO-2016". Спорт-Экспресс. 18 квітня 2016. Архів оригіналу за 29 червня 2021. Процитовано 21 червня 2021.
48. ↑  Убийство в телеэфире: на канале «Че» стартует провокационное шоу. Телепрограмма. 10 березня 2016. Архів оригіналу за 29 червня 2021. Процитовано 21 червня 2021.
49. ↑  «Чужие в городе»: новый проект телеканала «Моя Планета». Медиа-Спутник. 29 березня 2018. Архів оригіналу за 27 вересня 2020. Процитовано 21 червня 2021.
50. ↑  Русское лото 25.10.20 тираж №1359 от Столото на YouTube
51. ↑  Факультет подготовки для папиных детей. Stringer. 17 квітня 2007. Архів оригіналу за 27 травня 2020. Процитовано 21 червня 2021.
52. ↑  Общественный совет ВОО «Молодая Гвардия». Архів оригіналу за 13 вересня 2019. Процитовано 12 грудня 2010.
53. ↑  Путин собрал в Лужниках для битвы за Россию 130 тысяч сторонников [Архівовано 9 вересня 2018 у Wayback Machine.] «РИА-Новости», 23.02.2012
54. ↑  На митинг в поддержку Путина пришли тысячи людей. 360°. 2 березня 2018. Архів оригіналу за 24 червня 2021. Процитовано 21 червня 2021.
55. ↑  Минобороны пообещал создать сотни центров для юнармейцев[недоступне посилання з июня 2020] «Meduza», 28.05.2016
56. ↑  Список членов Общественной палаты городского округа Химки Московской области. Городской округ Химки Московской области, официальный сайт. Архів оригіналу за 28 червня 2021. Процитовано 13 вересня 2017. {{cite web}}: Проігноровано невідомий параметр |description= (довідка)
57. ↑  Губерниев объяснил, почему поддерживает выдвижение Путина в президенты /  [Архівовано 9 вересня 2018 у Wayback Machine.]ren.tv (29.12.2017)
58. ↑  Комментатор в прямом эфире: «Впереди решающие матчи, а у нас говно в воротах будет стоять. В прямом смысле», «Комсомольская правда», 29.08.2011. Архів оригіналу за 28 жовтня 2020. Процитовано 21 червня 2021.
59. ↑  Дмитрий Губерниев: «Я пока не видел никаких документов, связанных с иском Малафеева». Архів оригіналу за 28 червня 2021. Процитовано 21 червня 2021.
60. ↑  «Минаев LIVE — Эфир 01-09-2011. Часть 1». Архів оригіналу за 24 червня 2021. Процитовано 21 червня 2021.
61. ↑  «Это был технический сбой, за который мы приносим всем зрителям извинения», «Известия», 29.08.2011. Архів оригіналу за 15 серпня 2016. Процитовано 21 червня 2021.
62. ↑  Малафеев прокомментировал высказывания телеведущего Губерниева. Архів оригіналу за 4 березня 2016. Процитовано 21 червня 2021.
63. ↑  Скандал в эфире: а в Дании-то и не знают…, baltinfo, 29.08.2011. Архів оригіналу за 5 січня 2012. Процитовано 21 червня 2021.
64. ↑  О ситуации с Дмитрием Губерниевым. Архів оригіналу за 20 лютого 2015. Процитовано 21 червня 2021.
65. ↑  Малафеев намерен взыскать с Губерниева 1,5 миллиона рублей за нанесение морального вреда. Архів оригіналу за 28 червня 2021. Процитовано 21 червня 2021.
66. ↑  Химкинский городской суд Московской области. Архів оригіналу за 1 лютого 2016. Процитовано 21 червня 2021.
67. ↑  Д.Губерниев заплатит В.Малафееву за оскорбления. Архів оригіналу за 8 березня 2016. Процитовано 21 червня 2021.
68. ↑  Футболист «Зенита» Малафеев и спортивный комментатор Губерниев пошли на примирение. Архів оригіналу за 4 січня 2014. Процитовано 21 червня 2021.
69. ↑  Поприветствуем команду Таджикистана + видео момента. | iLike. Архів оригіналу за 8 січня 2015. Процитовано 21 червня 2021.
70. ↑  | Губерниев Д. В. Должен принести официальные извинения спортсменам сборной Республики Узбекистан. | Change.org
71. ↑  Губерниев извинился перед узбекистанцами. Архів оригіналу за 4 березня 2016. Процитовано 21 червня 2021.
72. ↑  Дмитрий Губерниев перепутал Узбекистан с Белоруссией. Архів оригіналу за 7 вересня 2015. Процитовано 12 червня 2022.
73. ↑  «Евровидение-2016». Главное [Архівовано 24 червня 2021 у Wayback Machine.] «Meduza», 15.05.2016
74. ↑  Владимир Кара-Мурза-ст.: Киселев сам угодил в яму, да еще и выгребную. Собеседник. 15 травня 2016. Архів оригіналу за 13 жовтня 2016. Процитовано 21 червня 2021.
75. ↑  RU HD 2017 (9 лютого 2017). Губерниев в прямом эфире «Фуркад, ты свинья!» Мартен не пожал руку Логинову и ушел с подиума. Архів оригіналу за 24 червня 2021. Процитовано 22 лютого 2017.
76. ↑  Дмитрий Губерниев в эфире назвал Фуркада «свиньей» (видео). Советский спорт. 9 лютого 2017. Архів оригіналу за 24 червня 2021. Процитовано 21 червня 2021.
77. ↑  Губерниев извинился перед Фуркадом за оскорбление в эфире. РИА Новости. 20 лютого 2017. Архів оригіналу за 23 лютого 2017. Процитовано 21 червня 2021.
78. ↑  Government of Canada, Public Works and Government Services Canada (26 жовтня 2022). Canada Gazette, Part 2, Volume 156, Number 22: Regulations Amending the Special Economic Measures (Russia) Regulations. gazette.gc.ca. Процитовано 12 березня 2023.
79. ↑  Указ Президента України №23/2023 «Про рішення Ради національної безпеки і оборони України від 15 січня 2023 року " про застосування та внесення змін до персональних спеціальних економічних та інших обмежувальних заходів (санкцій)"». Президент України. 15 січня 2023. Архів оригіналу за 15 січня 2023. Процитовано 5 лютого 2025.
80. ↑  Дмитрий Губерниев: Моя мечта - озвучить Шарлиз Терон!. Комсомольская правда. 29 липня 2014. Архів оригіналу за 24 червня 2021. Процитовано 21 червня 2021.
81. ↑  Список отмеченных государственными наградами Российской Федерации (PDF). Официальный интернет-портал Правительства Российской Федерации. 19 вересня 2014. Архів оригіналу (PDF) за 6 жовтня 2014. Процитовано 19 вересня 2014. {{cite web}}: Проігноровано невідомий параметр |description= (довідка)
82. ↑  Губерниева наградили орденом Александра Невского. Архів оригіналу за 24 червня 2021. Процитовано 21 червня 2021.
83. ↑  Указ Президента Российской Федерации от 5 апреля 2011 года № 402 «О награждении государственными наградами Российской Федерации». Архів оригіналу за 31 грудня 2017. Процитовано 21 червня 2021.
84. ↑  Приказ «Об объявлении Благодарности Министра спорта Российской Федерации» от 8 мая 2019 г. № 71 нг. Архів оригіналу за 24 червня 2021. Процитовано 21 червня 2021.
85. ↑  Губерниев взял две премии ТЭФИ-2019. Теперь у него их четыре – это рекорд для спортивного телевидения. Sports.ru. Архів оригіналу за 24 червня 2021. Процитовано 11 жовтня 2019.